# Luna 7
Luna 7 (appelée aussi Lunik 7 ou Objet 01610) fut la septième sonde soviétique du programme Luna. Elle échoue à se poser en douceur sur le sol lunaire. 

## Caractéristiques de la mission
- Pays : Union des républiques socialistes soviétiques
- Date de lancement : 4 octobre 1965 à 7 h 55 min 00 s (UTC)
  - Site de lancement : Tyuratam, Cosmodrome de Baïkonour (Kazakhstan)
  - Lanceur : SS-6 (Sapwood) modifié avec un étage supérieur de seconde génération + étage de libération
- Masse : 1 506 kg[1]

## Déroulement
L'agence Tass  annonce le 6 octobre que la sonde Luna 7 a pour mission de réaliser un atterrissage en douceur sur le sol lunaire. Le silence de l'agence Tass pendant les quatorze heures qui suivent l'heure annoncée pour l'arrivée trahit l'échec de la sonde. Tass indique enfin que « la plupart des opérations requises pour un atterrissage en douceur ont été accomplies durant l'approche de la Lune. Certaines opérations n'ont cependant pas été exécutées conformément au programme, et exigent une nouvelle mise au point ». Les observateurs étrangers notent que la sonde a atteint la Lune exactement à l'heure annoncée. En raison du déclenchement prématuré des rétro-fusées, la sonde s'écrasa à la vitesse de 20 m/s sur la surface d'Oceanus Procellarum (Océan des tempêtes), au delà de la tolérance maximale de 8 m/s.